# Лютий 2017
Лютий 2017 — другий місяць 2017 року, що розпочався в середу 1 лютого та закінчився у вівторок 28 лютого.

## Події
- 1 лютого
  - Посол України при Організації Об'єднаних Націй Володимир Єльченко почав головування в Раді Безпеки ООН, яке буде тривати місяць[1].
  - У результаті різкої інтенсифікації використання важкого озброєння з боку т.з. ДНР у м. Авдіївка Рада Безпеки ООН прийняла резолюцію, в якій «засуджено використання на лінії зіткнення в Донецькій області озброєнь, що заборонені Мінськими угодами, яке призводить до загибелі і поранень людей, у тому числі мирних жителів»[2].
  - У ході антиурядових протестів у Румунії на вулиці вийшло 300 тисяч чоловік. Це історичний максимум за останні 25 років.[3]
  - Росія оголосила про створення прикордонної зони на кордоні з Білоруссю[4]
- 2 лютого
  - Європейський парламент проголосував за введення безвізового режиму з Грузією[5].
  - Золоту медаль в бігу на 60 метрів (подолала дистанцію за 7.16 секунд) завоювала українська легкоатлетка Олеся Повх на другому етапі світового туру Міжнародного турніру з легкої атлетики IAAFWorldIndoorTour в Дюссельдорфі[6].
- 3 лютого
  - Золоту медаль в гонці переслідування виборола біатлоністка Надія Бєлкіна на зимовій Універсіаді-2017[7].
  - Президент Білорусі Олександр Лукашенко на прес-конференції заявив про загострення відносин між Біларуссю та Росією після нещодавнього запровадження прикордонної смуги із російської сторони спільного кордону наказом директора ФСБ Росії[8].
- 4 лютого
  - Президент України Петро Порошенко провів першу телефонну розмову з новообраним Президентом США Дональдом Трампом. Повідомлено, що співрозмовники обговорили питання зміцнення стратегічного партнерства між Україною та США, а також врегуляцію ситуації на Донбасі.[9].
  - Золоту медаль у спортивних танцях на льоду завоювали українські фігуристи Олександра Назарова та Максим Нікітін на Зимовій Універсіаді-2017[10].
  - Black Sabbath дали свій останній концерт[11].
  - 7-ма церемонія вручення Премії «Магрітт» бельгійської Академії Андре Дельво за 2016 рік.
- 5 лютого
  - Золоту медаль виграла на тенісному турнірі серії WTA International — Taiwan Open перша ракетка України Еліна Світоліна[12].
  - Камерун став переможцем Кубку африканських націй 2017 року, здолавши у фіналі збірну Єгипту.
  - У віці 82 років помер Михайло Волощук, український державний діяч, колишній очільник Закарпатської області[13]
- 7 лютого
  - Рейсовий автобус «Еталон» з 11 пасажирами в с. Кваси Рахівського району Закарпатської області зірвався в урвище з 15-метрової висоти над річкою Тисою, в результаті чого травми легкого ступеня тяжкості отримали троє людей (дві жінки і молодий хлопець)[14].
  - На південному заході Пакистану за 14 км на захід від міста Пасні на глибині 10 км стався землетрус, магнітудою 6,3 бали, повідомляє Європейський середземноморський сейсмологічний центр (EMSC)[15].
  - Президент Росії Володимир Путін підписав скандальний закон, який скасовує кримінальну відповідальність за побиття в сім'ї. Правозахисники вважають його проявом дискримінації жінок та узаконення сімейного насильства[16].
  - У Чикаго померла найстаріша риба, що жила в неволі: понад 90-річний рогозуб на ім'я Дідусь[17]
- 8 лютого
  - У Макіївці пострілом із вогнемету «Джміль» було вбито одного із лідерів проросійських терористів Ґіві[18].
  - Помер український футболіст — київського «Динамо» та збірної СРСР Віктор Чанов[19][20].
  - Почався 52-й чемпіонат світу з біатлону в австрійському Гохфільцені, що буде тривати до 19 лютого[21]
- 9 лютого
  - У Берліні відкрився 67-й щорічний кінофестиваль Берлінале-2017[22].
  - Триває блокада ОРДЛО, котру 26 грудня розпочали представники добровольчих батальйонів. До акції долучилися бійці ЗСУ[23]
- 10 лютого
  - Понад 400 китів гринда викинулися на берег у Новій Зеландії, більшість з них загинули. Це один з наймасовіших випадків самогубства цих ссавців, будь-коли зареєстрованих у країні[24].
  - На філіппінському острові Мінданао загинули щонайменше 15 людей і більше сотні поранені в результаті землетрусу магнітудою 6,7 балів[25][26].
- 11 лютого
  - Чотири людини загинули в результаті землетрусу магнітудою 5,6, що стався на північний захід від міста Тайнань у Тайвані, осередок залягав на глибині близько 18 км[27][28].
- 12 лютого
  - Повне місячне затемнення[en], яке було видно в Америці, Європі, Африці та частині Азії. На території України спостерігалось напівтіньове затемнення[29].
  - Франк-Вальтер Штайнмаєр обраний федеральним президентом Німеччини[30].
  - Президент Туркменістану Гурбангули Бердимухамедов був переобраний втретє главою держави. За нього віддали голос 97,69 % виборців[31][32].
  - У Швейцарії пройшли референдуми з питань іммігрантів, податків і зимової Олімпіади 2026 року[33].
  - 59-та церемонія нагородження премії Греммі.
  - 70-та церемонія вручення нагород Британською академією телебачення та кіномистецтва БАФТА.
- 13 лютого
  - Звільнився 21 організатор Пісенного конкурсу Євробачення 2017 в Україні[34].
  - У Каліфорнії (США) через небезпеку прориву[en] найбільшої дамби в країні на ГЕС Оровілл, евакуйовано понад 190 тис. осіб[35].
- 14 лютого
  - Кім Чон Нам — старший брат і політичний конкурент Верховного лідера КНДР Кім Чен Ина — був убитий в аеропорту «Куала-Лумпур»[36].
- 15 лютого
  - Кабмін через нестачу антрациту внаслідок блокади ОРДЛО ухвалив рішення щодо надзвичайних заходів в електроенергетичній галузі[37].
  - Індія встановила світовий рекорд за кількістю штучних супутників, запущених з допомогою однієї ракети, відправивши в космос 104 супутника[38].
- 16 лютого
  - Протягом останніх чотирьох днів у результаті серії з чотирьох терористичних актів у Багдаді загинуло щонайменше 73 осіб та поранення мінімум 120 людей.
  - У Пакистані смертник підірвав себе в одному з храмів, у результаті загинули 70 людей, ще 150 поранені[39].
- 17 лютого
  - У Мюнхені розпочала роботу триденна Конференція з безпеки. В її роботі бере участь Президент України Петро Порошенко. Доктрина Путіна розглядається як загроза для Заходу[40].
  - Українські біатлоністки Ірина Варвинець, Юлія Джима, Анастасія Меркушина та Олена Підгрушна на чемпіонату світу з біатлону в австрійському Хохфільцені завоювали срібні медалі в жіночій естафетній гонці[41].
  - Віце-президента Samsung Electronics Лі Чже Йона арештували через корупційний скандал[42].
  - У Мінську пройшов мітинг проти «декрету про дармоїдів»[43].
- 18 лютого
  - До фіналу національного відбору на пісенний конкурс Євробачення 2017 пройшли TAYANNA, «Сальто назад», ILLARIA, ROZHDEN, «O.Torvald» і MELOVIN[44].
  - Президент Російської Федерації Володимир Путін підписав указ, яким визнав деякі «документи», видані в окремих районах України, що нині захоплені угрупованнями «ДНР» та «ЛНР» — паспорти, свідоцтва про народження тощо[45].
- 19 лютого
  - До Міжнародної космічної станції запущено місію CRS-10 вантажного корабля Dragon компанії SpaceX. Перший ступінь ракети Falcon 9 успішно повернувся на Землю[46].
  - Тенісист Олександр Долгополов переміг у фіналі ґрунтового турніру категорії АТР 250 «Argentina Open», що проходив у Буенос-Айресі (Аргентина)[47].
  - Помер український кінорежисер, продюсер і кліпмейкер Максим Паперник[48].
  - Прокурор Чорногорії звинуватив російські спецслужби в причетності до спроби державного перевороту[49].
- 20 лютого
  - Срібні медалі завоювали українські фехтувальники Анатолій Герей, Богдан Нікішин, Максим Хворост та Володимир Станкевич на Кубку світу з фехтування серед чоловіків у місті Ванкувер (Канада)[50].
  - Помер постійний представник Росії в ООН Віталій Чуркін[51].
- 21 лютого
  - Південним Суданом та ООН оголошено про голод в окремих частинах країни[52].
- 22 лютого
  - З космодрому «Байконур» запущено вантажний космічний корабель Прогрес-МС-5 до Міжнародної космічної станції[53].
  - Вчені з NASA повідомили про виявлення у зірки TRAPPIST-1 сім планет розміром із Землю, на трьох з яких умови підходять для існування життя, оскільки вони, імовірно, мають воду і густу атмосферу[54].
- 23 лютого
  - Нижня палата парламенту Нідерландів проголосувала за ратифікацію угоди про асоціацію Україна-Європейський Союз[55].
  - В Одесі невідомі викрали народного депутата Олексія Гончаренка[56]
  - Вантажний корабель SpaceX Dragon (місія SpaceX CRS-10) з другої спроби пристикувався до МКС[57]
- 24 лютого
  - Українська тенісистка Еліна Світоліна вийшла в фінал турніру Dubai Tennis Championships в Дубаї (ОАЕ), де зустрінеться з датчанкою Каролін Возняцкі[58]
- 25 лютого
  - Українська тенісистка Еліна Світоліна виграла турнір Dubai Tennis Championships у місті Дубай (ОАЕ)[59].
  - Ангелу Меркель офіційно висунута Християнсько-демократичним союзом кандидатом у канцлери Німеччини на парламентських виборах, які відбудуться 24 вересня[60][61].
  - Український спортсмен Павло Тимощенко посів друге місце на першому етапі Кубка світу з сучасного п'ятиборства, який проходить в Лос-Анджелесі[62].
  - Україну на пісенному конкурсі Євробачення 2017 будуть представляти O. Torvald, що перемогли у фіналі національного відбору[44][63].
- 26 лютого
  - Повне кільцеподібне сонячне затемнення[en], яке можна було спостерігати в Південній Америці та південно-західній Африці[64].
- 27 лютого
  - Вручено премію «Оскар» за досягнення в галузі кінематографу за 2016 рік, найкращі — фільм «Місячне сяйво», актор — Кейсі Аффлек, жіноча роль — Емма Стоун[65].
  - Рада Європейського Союзу затвердила механізм призупинення безвізових режимів із третіми країнами[66].
- 28 лютого
  - На італійському острові Сицилія почалося виверження найбільшого в Європі вулкана Етна[67][68].